# Шквал
Шквал (от англ. squall) — внезапное резкое усиление ветра.
По определению Всемирной метеорологической организации (ВМО) (1962), шквал — это увеличение скорости ветра более чем на 8 м/с в течение нескольких (от 3 до 20) секунд с сохранением минимальной скорости ветра 11 м/с в течение одной минуты.
В физическом смысле, шквал — ударное изменение скорости ветра (ускорение ветра).
Скорость ветра при шквале может достигать 20—25 м/с и более, продолжительность — от нескольких минут до полутора часов. Шквал часто наносит ущерб — ломает деревья, повреждает лёгкие здания и т. д. Часто шквал сопровождается ливневым дождём и грозой, в ряде случаев — градом, а при сухой погоде — пыльными бурями.
От урагана шквал отличается непродолжительным характером. Он возникает преимущественно в зонах атмосферных фронтов и линий неустойчивости (линий шквалов).
Шквал на море сопровождается высокими волнами и может приводить к затоплению парусных судов (например, см. гибель линейного корабля «Лефорт»).
Частным случаем шквала является микрошквал.
На юге России встречаются так называемые «белые шквалы». Это шквалы, которые появляются при чистом безоблачном небе.
Появление шквала чётко отражено в старой морской пословице:
Дождик раньше, ветер в след —
Жди от шквала всяких бед.
После шквала дождь пойдёт —
Значит, скоро шквал пройдёт.
Приближающийся шквал можно заметить по тёмной ряби на поверхности воды во время штиля. В этом момент слышен шум приближающегося ветра и дождя.